# Dutty Boukman
Dutty Boukman, también llamado Boukman Dutty, Boukmann o Zamba Boukman (nacido en fecha desconocida, Jamaica - fallecido entre octubre y noviembre de 1791, Haití) fue un esclavo y sacerdote vudú, o houngan, de Haití.

## Biografía
Boukmann presidió -junto a la sacerdotisa, o mambo, Cécile Fatiman- la ceremonia vudú realizada en el Bois Caïman (Bosque Caimán, plantación Le Normand de Mézy) el 14 de agosto de 1791, en la que un elevado número de esclavos de las llanuras del norte de Haití (como Georges Biassou, Jeannot Bullet y Jean François Papillón, líderes de la primera fase de la Revolución Haitiana) se juramentaron luchar hasta obtener su libertad de los terratenientes esclavistas franceses, al tiempo que bebieron sangre de un cerdo negro (o jabalí) sacrificado para conseguir, según su creencia, algún grado de invulnerabilidad en el enfrentamiento con sus enemigos. Luego, establecido el liderazgo de Boukman, según la tradición la ceremonia habría acabado al desatarse una tormenta tropical que dispersó la multitud. Los haitianos se han referido normalmente a este episodio como un suceso histórico, pero investigadores modernos sugieren que los detalles podrían contener más de mito que de realidad. Tras la ceremonia, el 22 de agosto (en la llamada "noche de fuego") se inició la rebelión de los esclavos, en la que fue quemada gran cantidad de plantaciones y fueron asesinados cientos de blancos. Este acto es considerado como un punto de inicio de la revolución haitiana. En octubre las autoridades coloniales ya tenían montada una cruenta contraofensiva. Boukman fue capturado y ejecutado por las tropas francesas, según unas fuentes, el 15 de octubre. De acuerdo a otras versiones, la muerte del sacerdote vudú ocurrió en noviembre. Su cuerpo fue quemado y su cabeza fue exhibida, clavada en una pica en Cap-Haïtien, para convencer de su muerte a quienes creían en su invulnerabilidad.

## Primeros años
Se sabe poco de los orígenes de Boukman, lo que no es raro, siendo que incluso se duda de la historicidad de los sucesos que se le atribuyen en sus últimos meses de vida. La versión habitual dice que, después de nacer en Jamaica, su dueño inglés se lo vendió a un terrateniente francés, propietario de la Plantación Clément, cercana a Cap-Haïtien. Allí Boukman trabajó como commandeur (capataz de los esclavos) y luego de cochero, lo que le permitió un conocimiento del mundo exterior a la plantación mucho mayor al que podían obtener el promedio de los esclavos. Comúnmente es descrito como una persona de físico y apariencia imponente.